# Angelika Lohwasser
Angelika Lohwasser (* 28. Mai 1967 in Wien) ist eine österreichische Ägyptologin mit der Spezialisierung auf die Sudanarchäologie.

## Leben
Angelika Lohwasser maturierte 1985 und begann an der Universität Wien mit dem Studium der Ägyptologie im Hauptfach. Daneben studierte sie Afrikanistische Sudanforschung, Spezialgebiete und Hilfswissenschaften der Allgemeinen Archäologie und Prähistorie sowie arabische Sprachen und Schriften. 1990 schloss sie mit Auszeichnung mit dem Magister ab; Titel der Magisterarbeit war Die Formel ‚Öffnen des Gesichts‘. 
Von Februar 1991 bis August 1992 war Lohwasser Projektmitarbeiterin beim Projekt Stelen des Mittleren Reiches II, Stelen des Neuen Reiches I im Kunsthistorischen Museum in Wien. Anschließend wurde sie wissenschaftliche Mitarbeiterin des Seminars für Sudanarchäologie und Ägyptologie der Humboldt-Universität zu Berlin (HUB) unter Steffen Wenig. Die Promotion mit Auszeichnung erfolgte 1997/98 in Wien mit einer Arbeit zum Thema Die Frauen der königlichen Familie von Kusch. 25. Dynastie bis zur Zeit des Nastasen. Von Beginn 1998 bis Mitte 2000 folgte eine wissenschaftliche Assistenz am Ägyptischen Museum und Papyrussammlung Berlin. Zudem lehrte sie als Lehrbeauftragte an der HUB, ab Frühjahr 2001 als wissenschaftliche Mitarbeiterin. 
2005 war Lohwasser Habilitationsstipendiatin der Frauenbeauftragten der HUB, von 2006 bis 2008 Forschungsstipendiatin der Deutschen Forschungsgemeinschaft (DFG). Die Habilitation erfolgte 2008 an der Freien Universität Berlin (FUB) mit der Arbeit Fragmente der napatanischen Gesellschaft. Archäologisches Inventar und funeräre Praxis im Friedhof von Sanam – Perspektiven einer kulturhistorischen Interpretation. Seit 2008 ist sie wissenschaftliche Mitarbeiterin im Drittmittelprojekt Der ägyptische Skarabäus im 1. Jahrtausend v. Chr. Eine Untersuchung zu Typologie, Chorologie und Chronologie eines transkulturellen Mediums. Die Mittel dazu hat Lohwasser selbst eingeworben. Im Wintersemester 2008/09 war sie Gastprofessorin an der FUB. Seit dem Wintersemester 2009/10 ist sie in Nachfolge Erhart Graefes Professorin für Ägyptologie an der Universität Münster. Im Rahmen eines seit 2009 laufenden Surveys im sudanesischen Wadi Abu Dom dokumentiert Lohwasser 2011 die Ruine von Umm Ruweim. 
Lohwasser gilt als herausragende Forscherin auf dem Gebiet der Sudanarchäologie. Als wegweisend gilt ihr soziologisches Vorgehen, das in der Ägyptologie bis dahin kaum vorhanden war. Auch in ihrer Behandlung bislang wenig beachteter Themen, wie der Königinnen von Kusch, betrat sie weitestgehend Neuland. Im Juni 2009 wurde ihr der Heinz Maier-Leibnitz-Preis der DFG verliehen, 2016 der Forschungspreis der Universität Münster. 2022 wurde Lohwasser weiterhin in die Akademie der Wissenschaften und der Literatur gewählt.

## Schriften
- Die Formel „Öffnen des Gesichts“ (= Veröffentlichungen der Institute für Afrikanistik und Ägyptologie der Universität Wien. Band 58 = Beiträge zur Ägyptologie. Band 11). Afro-Pub, Wien 1991, ISBN 3-85043-058-8.
- Die königlichen Frauen im antiken Reich von Kusch. 25. Dynastie bis zur Zeit der Nastasen (= Meroitica. Band 19). Harrassowitz, Wiesbaden 2001, ISBN 3-447-04407-1.
- mit Jürgen Willbarth: Im alten Ägypten. Moses, Kempen 2005, ISBN 3-89777-262-0.
- The Kushite Cemetery of Sanam. A Non-royal Burial Ground of the Nubian Capital, c.  800–600 BC. Golden House Publications, London 2010, ISBN 978-1-906137-16-8.